# De Thiende

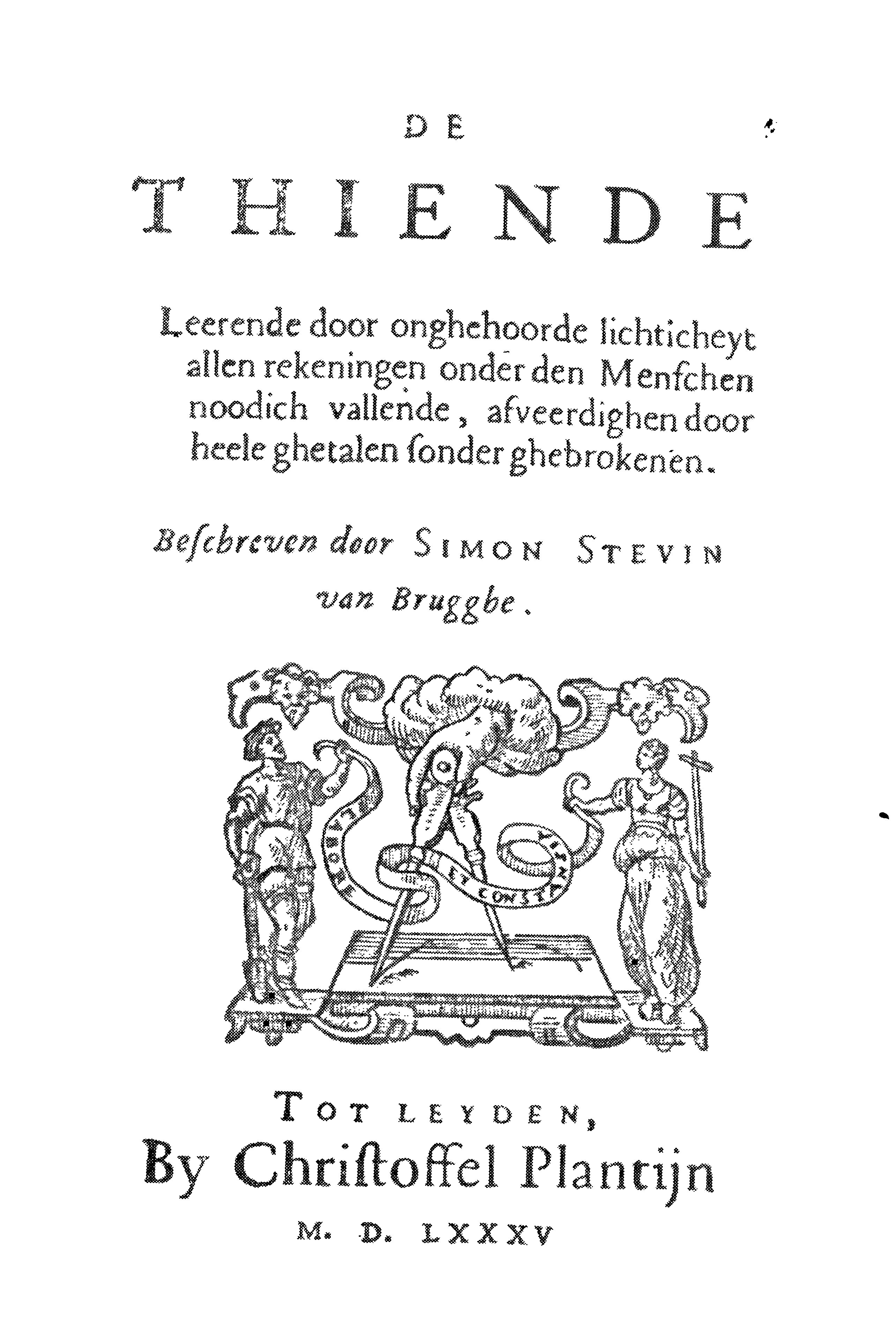
Titelblad van van De Thiende. Het werd door Christoffel Plantijn tijdens zijn periode in Leiden voor het eerst gedrukt en uitgegeven

De Thiende is een pamflet (boek) dat in 1585 verscheen van de hand van de Vlaams-Nederlandse wiskundige Simon Stevin (Brugge, 1548 - Den Haag, 1620). Het was het eerste boek in de westerse wereld dat decimale breuken gebruikte.
Stevin is niet de (enige) uitvinder van decimale getallen en zijn notatie was nogal onhandig. Toch presenteerde hij wel als eerste decimale getallen in het leven van alledag.
De eerste die decimale breuken toepaste was echter de tiende-eeuwse Islamitische wiskundige al-Uqlidisi.

## Notatie
Simon Stevin is bekend door zijn studie van de decimale breuken. De decimale breuken waren lang daarvoor al beschreven in het werk van de tiende-eeuwse Islamitische wiskundige al-Uqlidisi. Het was echter het boek De Thiende, dat leidde tot de algemene verspreiding daarvan in Europa. Stevin maakte geen gebruik van de notatie met komma, die we nu gebruiken. Hij zette na de eenheden een nul met kringetje, na de tienden een 1 met een kringetje, kortom de exponent werd er bij gezet.
Bijvoorbeeld:
8937 wordt 8937⓪
893,7 wordt 893⓪7①
89,37 wordt 89⓪3①7②
8,937 wordt 8⓪9①3②7③
0,8937 wordt 8①9②3③7④
Stevin toonde aan hoe decimale breuken kunnen worden gebruikt en pleitte voor het gebruik van een decimaal systeem voor maten, gewichten en munten.